# Ananteris lourencoi
Espèce
Ananteris lourencoi est une espèce de scorpions de la famille des Ananteridae.

## Distribution
Cette espèce est endémique d'Amazonas au Brésil. Elle se rencontre dans le parc national du Pico da Neblina entre 2 000 et 2 300 m d'altitude sur le Pico da Neblina. Cela constitue le record d’altitude pour le genre Ananteris.

## Description
Le mâle holotype mesure 15,38 mm.

## Systématique et taxinomie
Cette espèce a été décrite par Ythier en 2024.
Elle n'est connue que par son mâle holotype.

## Étymologie
Cette espèce est nommée en l'honneur de Wilson R. Lourenço.

## Publication originale
- Ythier, 2024 : « A new high-altitude scorpion species of the genus Ananteris Thorell, 1891 (Scorpiones: Ananteridae) from the Pico da Neblina, Brazil. » Faunitaxys, vol. 12, no 19, p. 1-9.